# Antonín Jaroslav Puchmajer
Antonín Jaroslav Puchmajer (7. ledna 1769 Týn nad Vltavou – 29. září 1820 Praha) byl český spisovatel, básník, překladatel, vlastenecký kněz a první český romista.

## Životopis
Byl vychován v jihočeské římskokatolické rodině jircháře Karla Puchmajera v duchu josefínského osvícenství a ve filantropismu. Vystudoval Arcibiskupský seminář v Klementinu a filosofii na Karlově univerzitě v Praze. Po vysvěcení na kněze v únoru 1796 působil jako kaplan a posléze farář v Ktiši na Prachaticku, dále v Prachaticích, Kamenném Újezdě, v Jinonicích (dnes místní část Prahy 5) a v Cítolibech u Loun. V dubnu 1807 se na přímluvu Josefa Dobrovského stal farářem na šternberském panství v Radnicích u Rokycan.
Byl typickým představitelem první generace českých literárně činných obrozenců, vyznavačem anakreontské poezie. Přátelil se nejen s Josefem Dobrovským, obklopil se řadou dalších literátů. Spolu se Šebestiánem Hněvkovským a Vojtěchem Nejedlým založili roku 1791 Básnické sdružení v Čechách, nazývané také První novočeská škola básnická či Puchmajerova družina. Připojili se k ní i Moravan Josef Heřman Agapit Gallaš a Slováci Bohuslav Tablic a Juraj Palkovič. V Puchmajerově redakci byl roku 1795 vydán druhý zakladatelský almanach české novodobé poezie (první vydal K. Thám) s názvem Sebrání básní a zpěvů. Další díly puchmajerovského almanachu byly pak vydány v letech 1797, 1798, 1802 a 1814, poslední tři s titulem Nové básně. Význam A. J. Puchmajera spočívá především v redakční práci na těchto (pro znovuobrozenou českou poezii zásadních) almanaších a v neúnavné organizaci raného obrozeneckého hnutí. 
Během desetitýdenního pobytu mezi Romy na šternberském panství v Radnicích u Plzně jako vůbec první Čech popsal v roce 1819 romštinu, respektive její český dialekt. Byl proslulý svou pracovitostí a jako kněz lidumil. Spolu s přítelem hrabětem Kašparem ze Šternberka se zasloužil o pozvednutí městečka Radnice na významné kulturní centrum, v němž byl mj. v září 1818 slavnostně založen první čtenářský spolek v Čechách. Své národně obrozenecké úsilí upínal také k založení Vlastenského muzea (pozdější Národní muzeum) v Praze, jehož založení se již nedožil.
Zemřel v Praze roku 1820 ve věku 51 let. Pohřben byl na Olšanských hřbitovech.
Na jeho romistickou práci navazoval v 80. letech 19. století Josef Ješina, kněz a romista, autor prvního česko-romského slovníku.

## Dílo
Jeho básnické dílo není příliš originální, velmi často bylo ovlivněno německou literaturou.
Rozsáhlá však byla jeho činnost jazykovědná a překladatelská. Byl nejvýznamnějším pomocníkem svého učitele Josefa Dobrovského při práci na prvním díle Německo-českého slovníku, Dobrovský mu také svěřil dokončení druhého dílu. V roce 1820 vydal Ruskou mluvnici.
Jako první přečetl Rukopis zelenohorský a vytvořil jeho faksimile. Rukopis byl po anonymním doručení do Muzea předán Kašparu ze Šternberka, v jehož službách působil. Puchmajer byl později podezírán z možné účasti na padělání rukopisů Zelenohorského a Královédvorského, také v souvislosti s bájným předkem Šternberků Jaroslavem, kterému je věnována jedna z básní Rukopisu královédvorského.

### Krásná literatura, zejm. poezie
- Tzv. Puchmajerovy almanachy Sebrání básní a zpěvů I, 1795; Sebrání básní a zpěvů II, 1797;   Nové básně (Sebrání básní a zpěvů III), 1798; Nové básně (Sebrání básní a zpěvů IV), 1802;   Nové básně (Sebrání básní a zpěvů V), 1814

V tomto pětidílném almanachu, který redigoval, uveřejnil i některé své básně, např. Ódu na Jana Žižku z Trocnova nebo Hlas Čecha.
- Na jazyk český, 1818 (v časopise Hlasatel český)
- Král Jiří a Vaněk Všeboj – jedná se o báseň ovlivněnou G. A. Bürgerem a jeho písní Der Kaiser und der Abt.
- Básně I a II (souborné vydání jeho poezie) – vydáno posmrtně Vojtěchem Nejedlým v letech 1833 a 1837.

### Kázání
- Nedělní kázání, vydáno posmrtně 1825.
- Sváteční kázání, vyd. posmrtně 1826.

### Díla filologická
- Pravopis rusko-český (1805). Toto dílo položilo základ ruské mluvnice (vydáno českým muzeem pod názvem Lehrgebäude der russichen Sprache. Nach dem Lehrgebäude der böhmischen Sprache des H. Abbé Dobrovský), 1820; bylo věnováno ruské carevně a schváleno petrohradskou akademií.
- Deutsch-böhmisches Wörtebuch II. – druhý díl slovníku J. Dobrovského, po Puchmajerově smrti toto dílo dokončil Václav Hanka.
- Rýmovník aneb Rýmovní slovník (vyd. posmrtně 1824).
- Romáňi Čib, das ist Grammatik und Wörterbuch der Zigeuner Sprache, nebst einigen Fabeln in derselben. Dazu als Anhang die Hantýrka oder die Čechische Diebessprache, vyd. posmrtně 1821. Jde o první dílo o romském jazyce na území Čech. Obsahuje stručný nástin gramatiky a základní romsko-německý slovník. V příloze je krátký slovník českého zlodějského argotu zvaného hantýrka; Puchmajerovým záměrem bylo ukázat, že romština a hantýrka jsou dva nepříbuzné jazykové kódy (částí tehdejší české veřejnosti občas zaměňovány).

### Překlady
- Zpěvy z Čarodějné flétny vybrané (vyd. 1794). Anonymní překlad německého textu Mozartovy Kouzelné flétny (pravděpodobný spoluautor s dalšími básníky své básnické družiny).
- Chrám Gnídský (vyd.1804, pak posmrtně 1837 ve 2. dílu Básní). Překlad z francouzštiny (Charles Louis Montesquieu, Le Temple de Gnide). Převod této básně je jedním z nejranějších českých překladů francouzské literatury, nicméně je ovlivněn svou polskou předlohou. K tomuto dílu napsal Puchmajer předmluvu o literární jednotě Slovanů.
- Pojednání o bylinářství v Čechách, 1819 (překlad německy psaného díla hraběte Kašpara ze Šternberka).

## Další fotografie

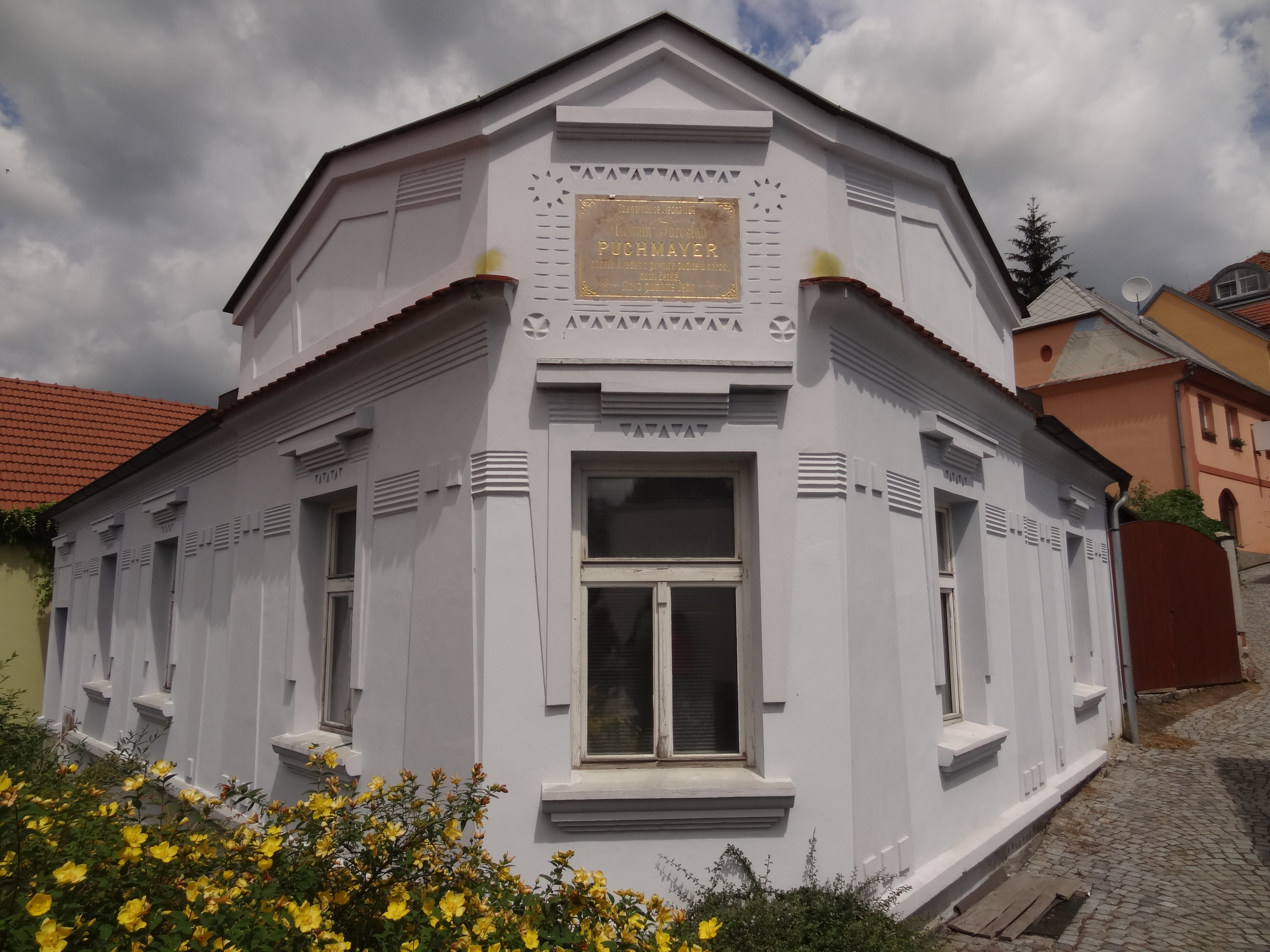
Rodný dům v Týně nad Vltavou
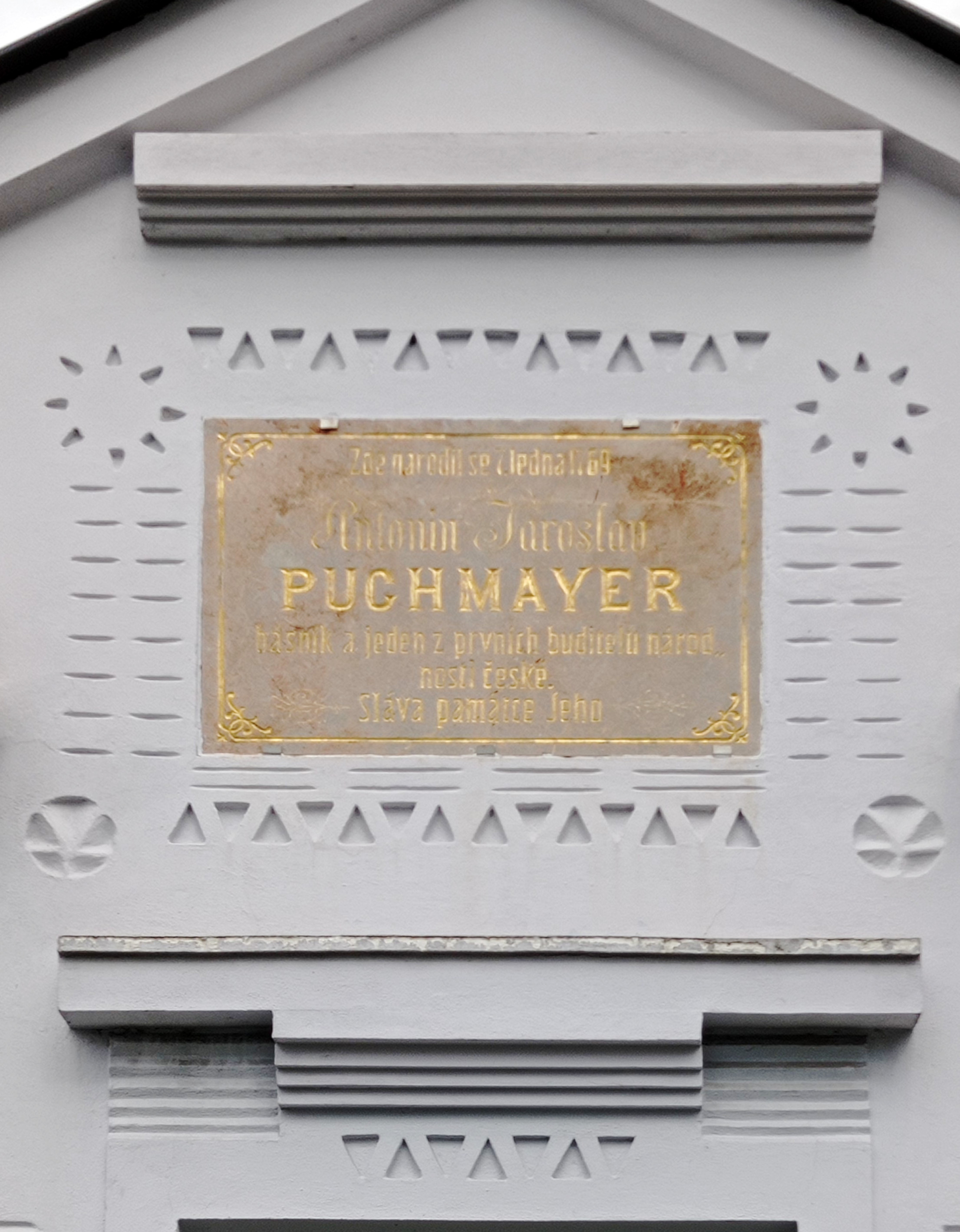
Pamětní deska tamtéž
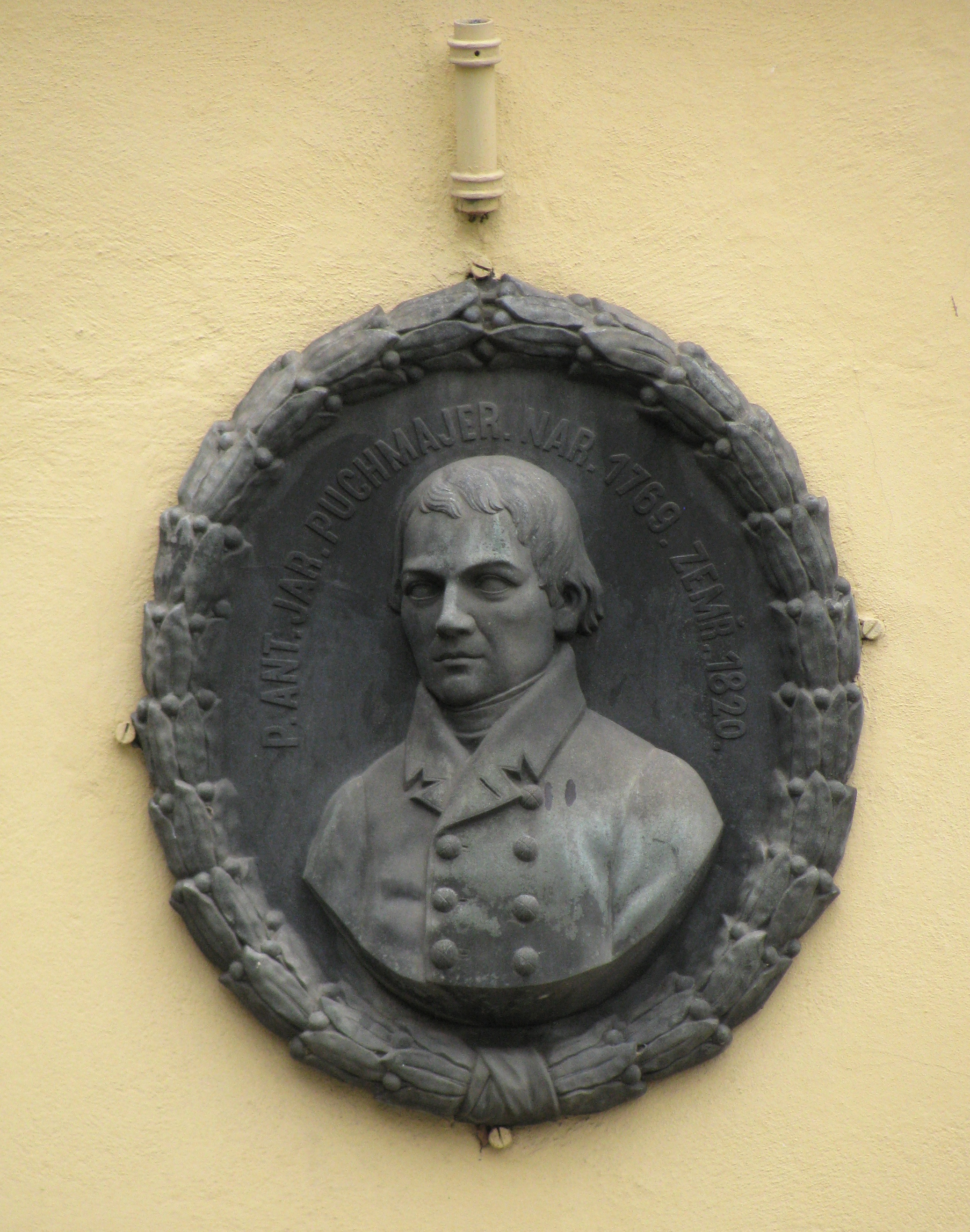
Reléf na faře v Radnici
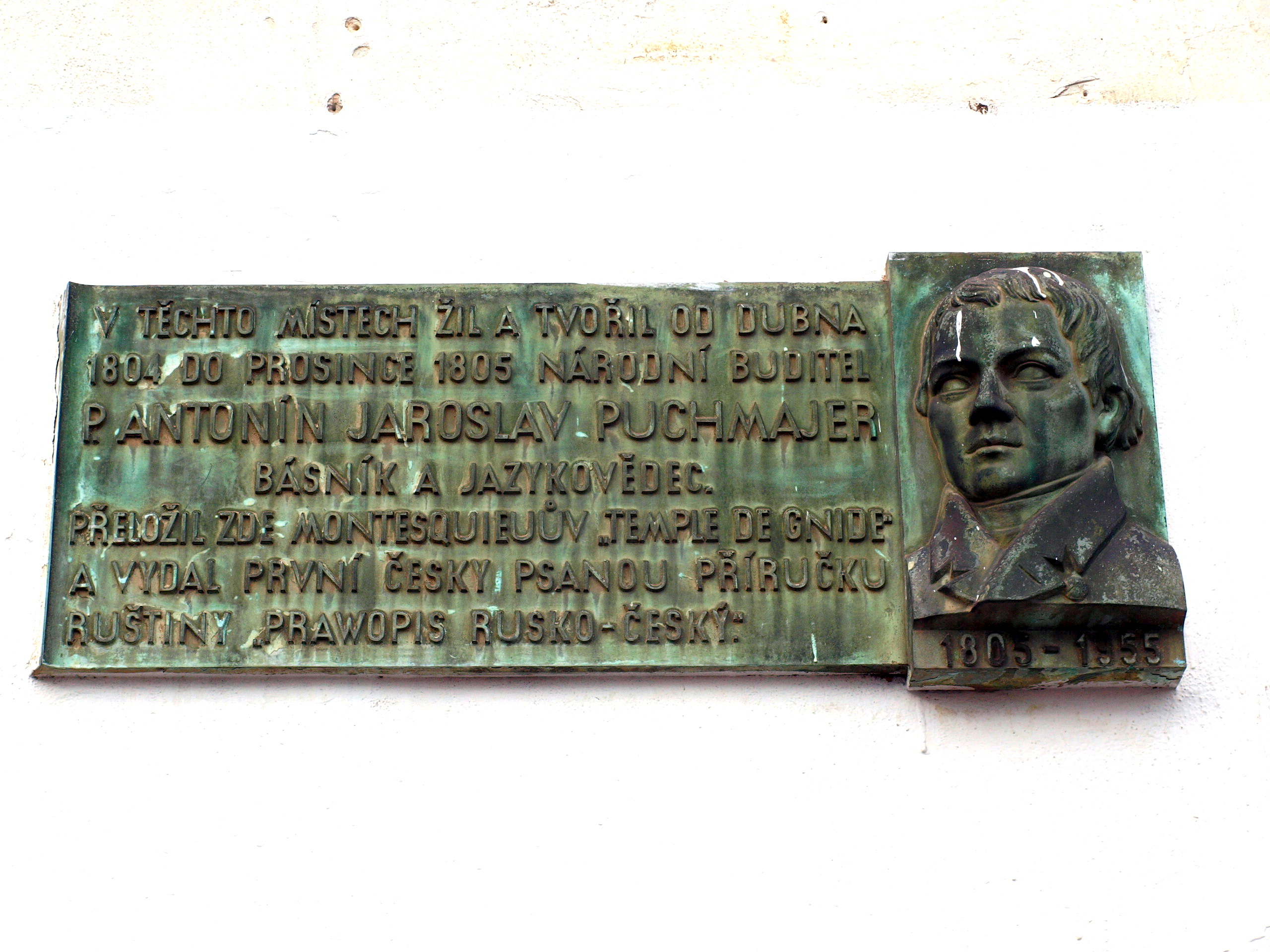
Pamětní deska na Jinonickém zámku